# جون إدوارد غراي
جون إدوارد غراي (بالإنجليزية: John Edward Gray) عالم إنجليزي مختص في علم الحيوان، ولد في 12 فبراير، 1800، والسال، إنجلترا، المملكة المتحدة وتوفي في 7 مارس، 1875، لندن، إنجلترا، المملكة المتحدة.